# Зографакис, Аристидис
Аристидис Зографакис (греч. Αριστείδης Ζωγραφάκης; 1 марта 1912 — год смерти неизвестен) — греческий шахматист.

## Биография
В 1950-е годы Зографакис был одним из ведущих греческих шахматистов.
Представлял сборную Греции на трех шахматных олимпиадах (1950, 1952, 1958). В 1958 году показал лучший результат в команде, заняв 6-е место на своей доске.
Широкую известность получила партия, которую он проиграл черными датскому шахматисту Эй. Педерсену в последнем туре олимпиады 1950 г. После 1. e4 c5 2. Кf3 d6 3. d4 cd 4. К:d4 Nf6 5. Кc3 g6 6. f4 Зографакис неосторожно сыграл 6… Сg7? (правильно 6… Кc6) и после 7. e5! de 8. fe Кg4 9. Сb5+ Крf8? (можно было откупиться пешкой, сделав ход 9… Кc6) 10. Кe6+ сдался. Партия вошла в антологии дебютных ошибок, в том числе в книгу Я. И. Нейштадта «По следам дебютных катастроф».